# Енсо Ескобар
Енсо Ескобар (ісп. Enzo Escobar, нар. 10 листопада 1951, Лімаче) — чилійський футболіст, що грав на позиції захисника за клуби «Евертон» (Вінья-дель-Мар)^ «Уніон Еспаньйола» та «Кобрелоа», а також національну збірну Чилі.

## Клубна кар'єра
У дорослому футболі дебютував 1972 року виступами за команду клубу «Евертон» (Вінья-дель-Мар), в якій провів три сезони. 
Своєю грою за цю команду привернув увагу представників тренерського штабу клубу «Уніон Еспаньйола», до складу якого приєднався 1975 року. Відіграв за команду із Сантьяго наступні п'ять сезонів своєї ігрової кар'єри. Більшість часу, проведеного у складі «Уніон Еспаньйола», був основним гравцем захисту команди.
1980 року перейшов до клубу «Кобрелоа», за який відіграв вісім сезонів. Граючи у складі «Кобрелоа» також здебільшого виходив на поле в основному складі команди, і провів понад 200 матчів першості. Завершив професійну кар'єру футболіста виступами за команду «Кобрелоа» у 1987 році.

## Виступи за збірну
1976 року дебютував в офіційних матчах у складі національної збірної Чилі.
У складі збірної був учасником розіграшу Кубка Америки 1979 року, де разом з командою здобув «срібло», а також чемпіонату світу 1982 року в Іспанії, на якому був запасним гравцем і на поле не виходив.
Загалом протягом кар'єри у національній команді, яка тривала 7 років, провів у формі головної команди країни 25 матчів.

## Титули і досягнення
- Срібний призер Кубка Америки: 1979